# Word Up! (singolo Cameo)
Word Up! è un singolo del gruppo musicale statunitense Cameo, pubblicato il 27 maggio 1986 come primo estratto dall'album omonimo.

## Descrizione
Il brano ha ottenuto buoni risultati di vendita ed è stata reinterpretata da vari artisti negli anni successivi alla pubblicazione originale.

## Video musicale
Nel video appare un giovanissimo LeVar Burton, interprete di Geordi La Forge nel telefilm di culto Star Trek: The Next Generation.

## Classifiche
| Classifica (1986)        | Posizione massima |
| ------------------------ | ----------------- |
| Australia                | 6                 |
| Austria                  | 10                |
| Belgio (Fiandre)         | 8                 |
| Canada                   | 12                |
| Germania                 | 3                 |
| Italia                   | 6                 |
| Nuova Zelanda            | 1                 |
| Paesi Bassi              | 9                 |
| Regno Unito              | 3                 |
| Stati Uniti              | 6                 |
| Stati Uniti (dance club) | 1                 |
| Stati Uniti (R&B)        | 1                 |
| Svizzera                 | 13                |

## Versione dei Gun
Negli anni novanta viene pubblicata la prima cover di Word Up! da parte del gruppo rock britannico Gun, la cui versione mostra sonorità più rock ed include un assolo di chitarra elettrica. Il singolo è inserito nel loro album Swagger, pubblicato il 1º luglio 1994, raggiungendo l'ottava posizione della Official Singles Chart. Due versioni del CD singolo sono state pubblicate nel Regno Unito, portando ciascuno una diversa copertina e diverse tracce.

### Classifiche
| Classifica (1994) | Posizione massima |
| ----------------- | ----------------- |
| Belgio (Fiandre)  | 41                |
| Francia           | 46                |
| Germania          | 32                |
| Nuova Zelanda     | 39                |
| Paesi Bassi       | 14                |
| Regno Unito       | 8                 |

## Versione di Melanie G
La cover di Word Up! di Melanie G (così è stata accreditata Melanie Brown per questa pubblicazione, a seguito del matrimonio) è stata pubblicata il 28 giugno 1999 dalla Virgin ed è stata utilizzata nella colonna sonora del film Austin Powers - La spia che ci provava.
Ha raggiunto la posizione numero quattordici della classifica britannica dei singoli. Il singolo è stato prodotto da Timbaland e contiene la b-side Sophisticated Lady, in cui ha partecipato Emma Bunton nei cori.

### Tracce
CD singolo (Europa)
1. "Word Up" [Single Version] - 3:55
2. "Sophisticated Lady" - 2:44

CD singolo (Regno Unito)
1. "Word Up!" [Radio Edit] - 3:25
2. "Sophisticated Lady" - 2:44
3. "Word Up!" [Tim's Dance Mix] - 5:32
4. "Word Up!" [Music video]

### Classifiche
| Classifica (1999) | Posizione massima |
| ----------------- | ----------------- |
| Italia            | 34                |
| Paesi Bassi       | 86                |
| Regno Unito       | 13                |